# Kanth
Kanth es un pueblo y nagar Panchayat situada en el distrito de Moradabad en el estado de Uttar Pradesh (India). Su población es de 26381 habitantes (2011). 

## Demografía
Según el censo de 2011 la población de Kanth era de 26381 habitantes, de los cuales 13757 eran hombres y 12624 eran mujeres. Kanth tiene una tasa media de alfabetización del 73,67%, superior a la media estatal del 67,68%: la alfabetización masculina es del 80,60%, y la alfabetización femenina del 66,08%.